# Герб Брасовского района
Герб Бра́совского района является официальным символом муниципального образования Брасовский район Брянской области Российской Федерации.
Герб района утверждён решением Брасовского районного Совета народных депутатов № 2-299 от 28 апреля 2004 года.
Герб внесён в Государственный геральдический регистр Российской Федерации под регистрационным номером 1440.

## Описание герба
«В серебряном поле зелёная, вписанная вверху ель, выходящая из положенного в оконечности опрокинутого узкого червлёного (красного) стропила и обременённая золотым бегущим конём».

## Обоснование символики герба
Брасовская земля имеет богатую историю. С XI столетия земли являлись частью Киевского государства, в XIV-м достались во владение литовскому князю Дмитрию Корибуту, а при Иване Грозном в Брасове была устроена «засека», входившая в укреплённую линию на юго-западной границе Российского государства.
Первоначально районным центром было село Брасово, известное с конца XV века, по нему район и получил своё название. В 1936 году центр был переведён в посёлок Локоть. В гербе в виде геральдической фигуры — опрокинутого стропила аллегорически показан локоть руки, что указывает на название районного центра, делая герб «полугласным».
Конь символизирует основанный в 1842 году конезавод, который неоднократно признавался лучшим в России. Локотские рысистые скакуны, выступая на российских и зарубежных ипподромах, завоевали множество призов и наград. В геральдике конь — символ движения вперёд, жизненных сил, скорости, красоты.
Природа района очень разнообразна, здесь много лесов, а самым крупным предприятием в районе является мебельная фабрика, которая создавалась в начале XX столетия как лесопильный завод. В гербе ель — символ лесных богатств района.
Серебро — символ простоты, совершенства, мудрости, мира и взаимного сотрудничества.
Золото в геральдике символизирует постоянство, достоинство, богатство, урожай.
Зелёный цвет — символ роста, надежды, плодородия, природы.
Красный цвет в геральдике символизирует труд, жизнеутверждающую силу, мужество, красоту.
Герб разработан при содействии Союза геральдистов России.
Авторская группа: идея герба — Елена Панова (п. Локоть); доработка герба — Константин Мочёнов (Химки); художник — Роберт Маланичев (Москва); обоснование символики — Кирилл Переходенко (Конаково); компьютерный дизайн — Оксана Афанасьева (Москва), Юрий Коржик (Воронеж).